# Donji Selkovac
Donji Selkovac – wieś w Chorwacji, w żupanii sisacko-moslawińskiej, w mieście Glina. W 2011 roku liczyła 1 mieszkańca.